# Marco Masini (album)
Marco Masini è l'album di esordio dell'omonimo cantante italiano, pubblicato nel 1990. Contiene la canzone Disperato, vincitrice della sezione Novità del Festival di Sanremo 1990.
L'album fu realizzato subito dopo la vittoria a Sanremo, in un paio di mesi: alcuni brani erano pronti ma dovevano essere sistemati, altri erano solo abbozzati, altri addirittura furono totalmente realizzati in quei due mesi, come la celebre Ci vorrebbe il mare, nata da un'idea di Giancarlo Bigazzi. 
Il disco ebbe un successo straordinario e fu il quarto album più venduto di tutto il 1990.

## Tracce
1. Vai con lui – 5:05
2. Dentro di te fuori dal mondo – 4:10
3. Disperato – 4:20
4. Caro babbo – 4:25
5. Ci vorrebbe il mare – 4:10
6. Le ragazze serie – 3:45
7. A cosa pensi – 4:22
8. Dal buio – 3:45

## Formazione
- Marco Masini – voce, tastiera, pianoforte, organo Hammond
- Massimo Barbieri – programmazione
- Marco Falagiani – tastiera, cori, pianoforte
- Marco Casaglia – programmazione
- Riccardo Galardini – chitarra acustica
- Massimo Pacciani – batteria, percussioni
- Stefano Allegra – basso
- Mario Manzani – chitarra elettrica, cori
- Luciano Mitillo – contrabbasso
- Tiziano Castelvetro – violino
- Maela Granziero – violino
- Vittorio Piombo – violoncello
- Noris Borgogelli – viola
- Antonella Melone, Betty Maineri, Giuseppe Dati, Roberto Buti, Francesca Balestracci, Laura Landi, Danilo Amerio, Luca Nesti – cori

## Classifiche

### Classifiche settimanali
| Classifica (1990) | Posizione massima |
| ----------------- | ----------------- |
| Italia            | 2                 |
| Europa            | 49                |

### Classifiche di fine anno
| Classifica (1990) | Posizione |
| ----------------- | --------- |
| Italia            | 4         |